# 海楽 (浦安市)
海楽（かいらく）は千葉県浦安市の地名。現行行政地名は海楽一丁目および海楽二丁目。郵便番号は279-0003。

## 地理
第1期海面埋立事業によって作られた中町地区に位置する。戸建住宅街を中心とした住宅地が形成され、東端に国道357号、それに近接して首都高速湾岸線が通る。
一丁目に市立浦安中学校、県立浦安高等学校がある。
東は美浜、西は北栄・猫実、南はは境川を挟んで東野、北は市川市塩浜と接している。

### 地価
住宅地の地価は、2014年（平成26年）1月1日に公表された公示地価によれば、海楽1-18-8の地点で24万4000円/m2となっている。

## 歴史

### 地名の由来
戦前、当地に遠浅の砂浜を利用した「海楽園」と呼ばれる潮干狩りの行楽地があったことから「海楽」とした。

### 沿革
- 1971年（昭和46年）8月2日　第1期海面埋立事業により、東葛飾郡浦安町海楽を新設。
- 1981年（昭和56年）4月1日　市制施行により、浦安市海楽となる。
- 1983年（昭和58年）10月1日　住居表示施行により、浦安市海楽一丁目・二丁目となる。

## 町名の変遷
｢海楽｣新設時
| 実施後 | 実施年月日     | 実施前（各町名ともその一部） |
| ------ | -------------- | ---------------------------- |
| 海楽   | 昭和46年8月2日 | （地名なし）                 |

住居表示施行時
| 実施後     | 実施年月日      | 実施前（各町名ともその一部） |
| ---------- | --------------- | ---------------------------- |
| 海楽一丁目 | 昭和58年10月1日 | 海楽                         |
| 海楽二丁目 | 昭和58年10月1日 | 海楽                         |

## 世帯数と人口
2017年（平成29年）10月31日現在の世帯数と人口は以下の通りである。
| 丁目       | 世帯数    | 人口    |
| ---------- | --------- | ------- |
| 海楽一丁目 | 1,812世帯 | 3,308人 |
| 海楽二丁目 | 1,446世帯 | 2,860人 |
| 計         | 3,258世帯 | 6,168人 |

## 小・中学校の学区
市立小・中学校に通う場合、学区は以下の通りとなる。
| 丁目       | 番地 | 小学校           | 中学校             |
| ---------- | ---- | ---------------- | ------------------ |
| 海楽一丁目 | 全域 | 浦安市立東小学校 | 浦安市立浦安中学校 |
| 海楽二丁目 | 全域 | 浦安市立東小学校 | 浦安市立浦安中学校 |

## 施設
- 浦安市立浦安中学校
- 千葉県立浦安高等学校